# Текленбург
Текленбург (нім. Tecklenburg) — місто в Німеччині, знаходиться в землі Північний Рейн-Вестфалія. Підпорядковується адміністративному округу Мюнстер. Входить до складу району Штайнфурт.
Площа — 70,37 км2. Населення становить 9138 ос. (станом на 31 грудня 2020).

## Географія

### Сусідні міста та громади
Текленбург межує з 7 містами / громадами:
- Іббенбюрен
- Вестеркаппельн
- Лотте
- Гаген
- Ленгеріх
- Ладберген
- Зербек

## Галерея

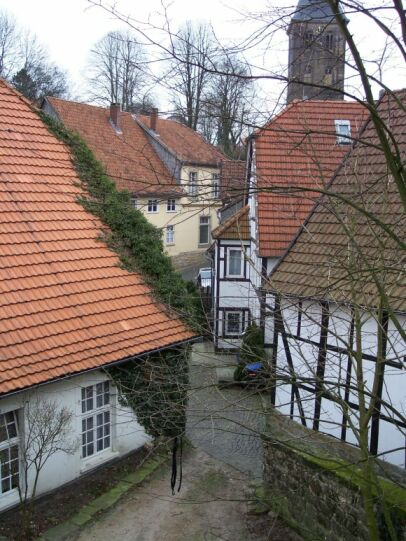
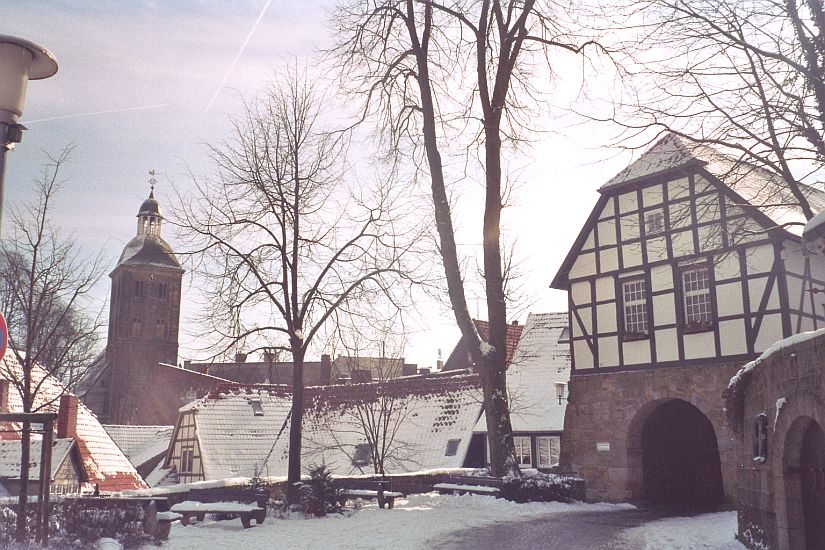
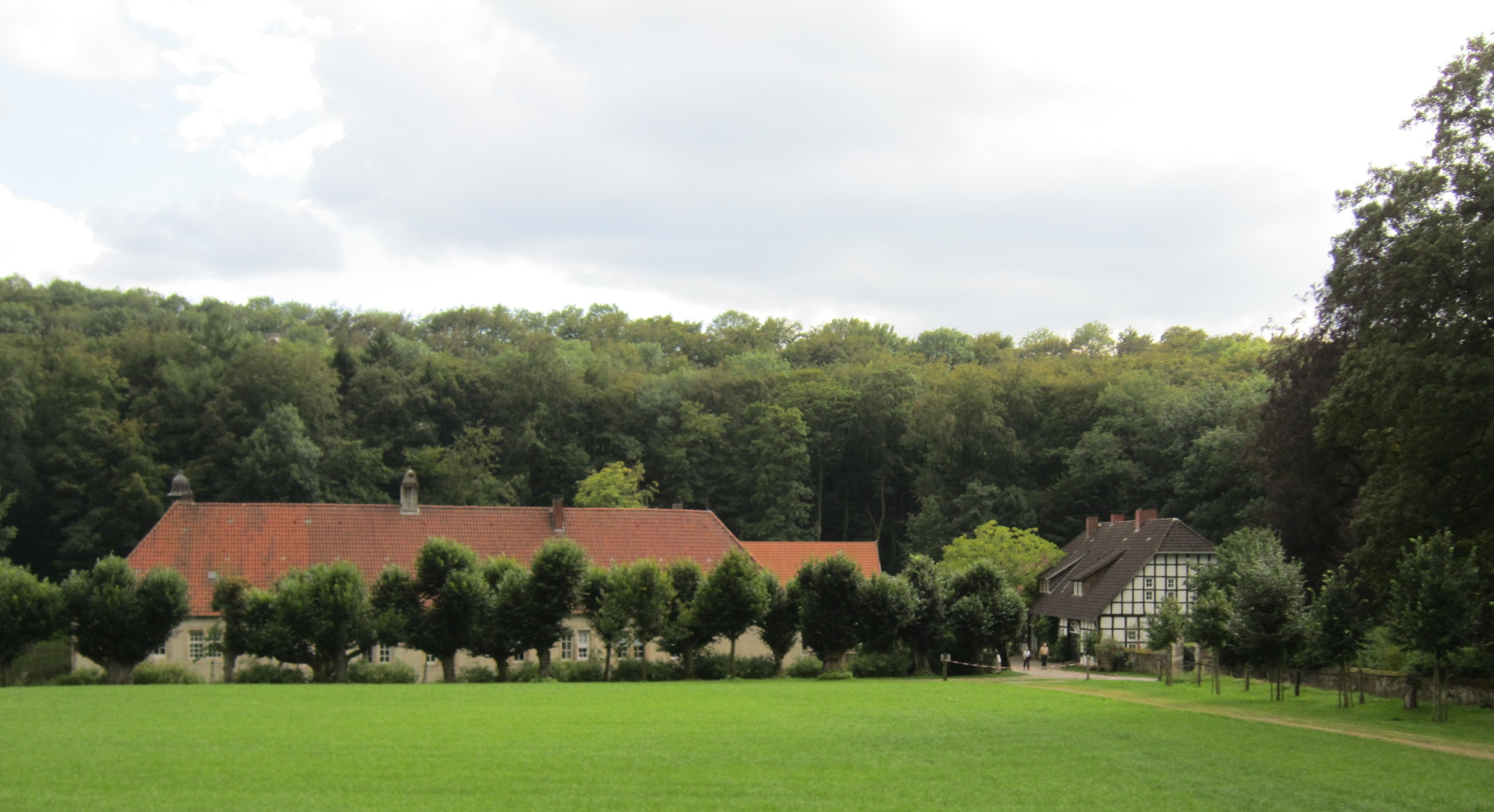
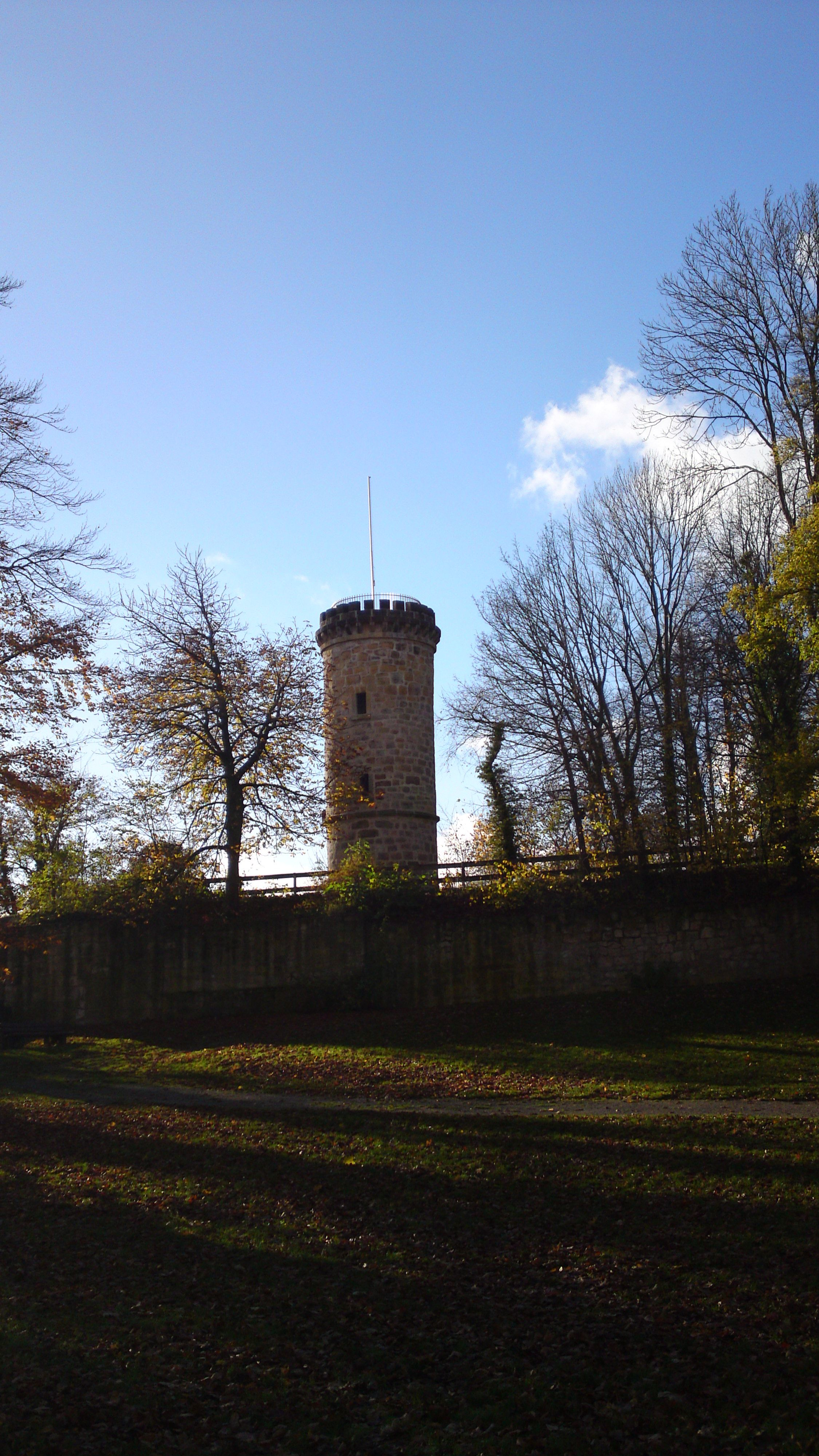
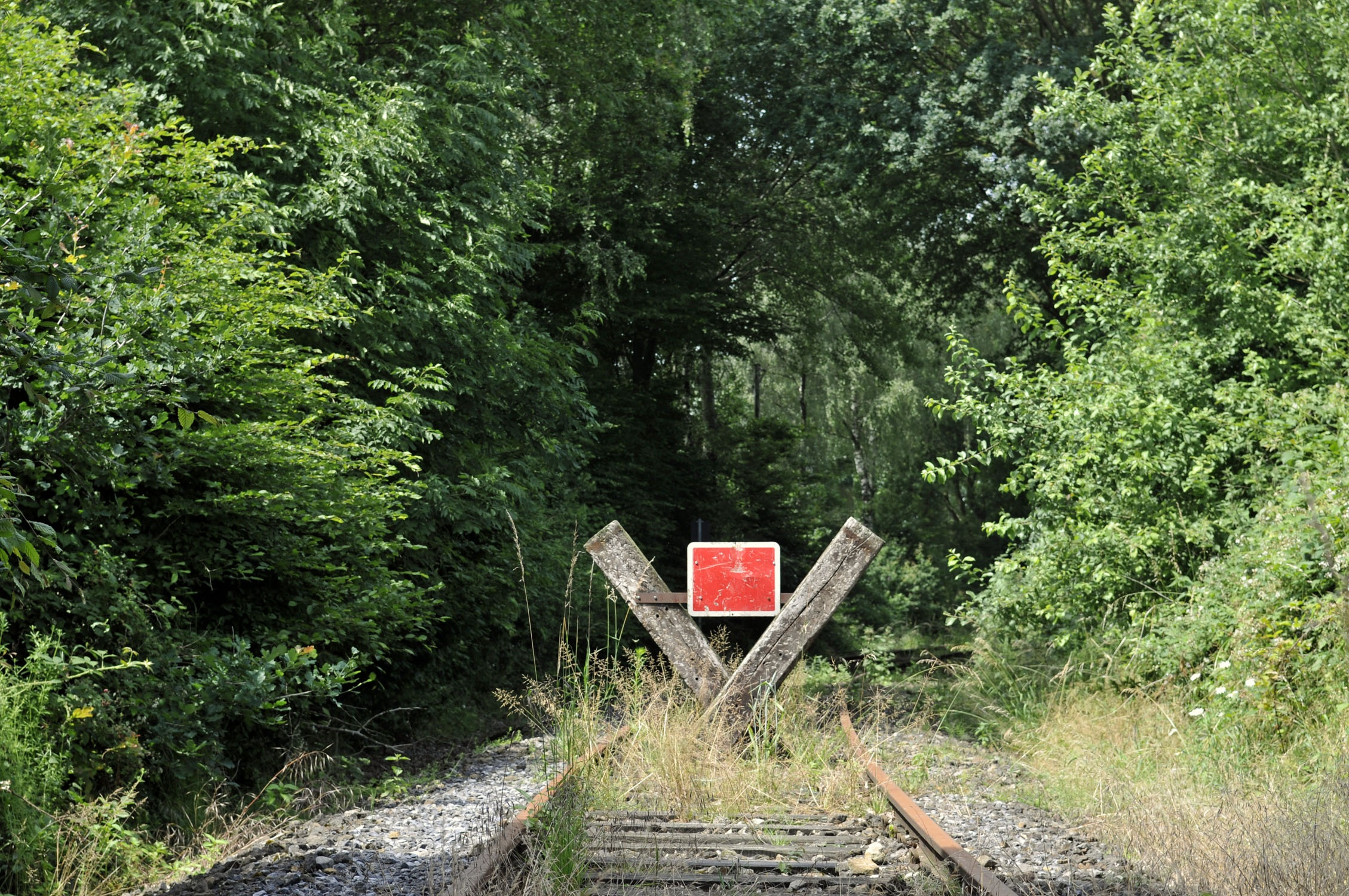
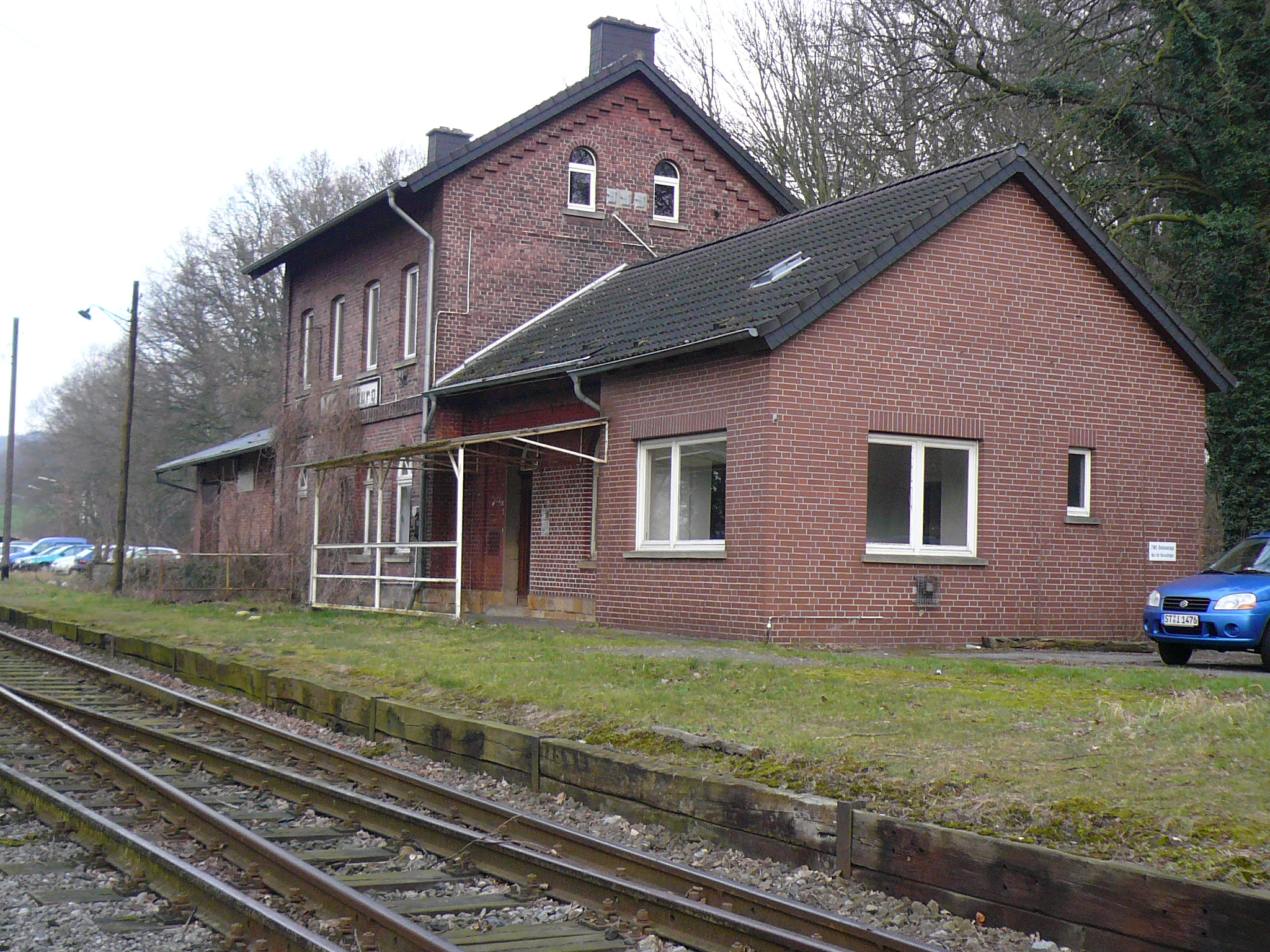